# 莊凱勛
莊凱勛（Kaiser Chuang，1981年3月22日—），彰化縣竹塘鄉人，臺灣男演員，畢業於國立臺北藝術大學戲劇學系表演組。演出多部電視劇、電影和舞台劇，師事國寶級京劇武生李柏君，並能演奏吉他和薩克斯風。2010年，以電視劇《大愛劇場－破浪而出》入圍第45屆金鐘獎迷你剧集／電視電影最佳男配角和新加坡第十五屆亞洲電視節戲劇節目男配角。2011年，入選韓國首爾電視獎及Yahoo票選最受歡迎明星。2012年，以電影《候鳥來的季節》入圍第49屆金馬獎最佳男配角。
2015年，以公視人生劇展—《回家路上》與公視人生劇展—《出遊》兩部戲劇，同時入圍第50屆金鐘獎迷你劇集／電視電影男主角獎，最終以公視人生劇展—《回家路上》榮獲第50屆金鐘獎迷你劇集／電視電影男主角獎，得獎後曾說過要將一半獎金捐給在金鐘頒獎前不幸意外身亡的「藍教官」幸益真，一半請劇組吃飯。2017年以電影《目擊者》入圍第54屆金馬獎最佳男主角。
2025年表態支持大罷免。

## 主持節目
- 2021年 Line TV 《開著餐車交朋友》第二季

## 演出作品

### 電視劇集
| 年份   | 播出頻道                        | 劇名                        | 飾演               |
| 2005年 | 公共電視                        | 《奔馳的縱貫線》            | 施克清             |
| 2005年 | 客家電視台                      | 《戀戀舊山線》              | 劉英輝             |
| 2006年 | 客家電視台                      | 《幸福派出所》              | 高燦瑋             |
| 2007年 | 八大                            | 《回家》                    | 王孝銘             |
| 2009年 | 客家電視台                      | 《源》                      | 邱苟               |
| 2010年 | 大愛電視台                      | 《菊島醫師情》              | 侯武忠             |
| 2010年 | 公共電視                        | 《秋宜的婚事》              | 豐緒               |
| 2011年 | 客家電視台                      | 《醬園生》                  | 吳承華             |
| 2011年 | 大愛電視台                      | 《破浪而出》                | 阿修               |
| 2011年 | 大愛電視台                      | 《我兒阿輝》                | 胡國炳             |
| 2011年 | 公共電視                        | 《十七號出入口》            | 老傅               |
| 2011年 | 公共電視                        | 《你現在在哪？》            | 阿亮               |
| 2012年 | 大愛電視台                      | 《伴你同行》                | 倪國俊             |
| 2012年 | 客家電視台                      | 《飆！企鵝里德》            | 阿川               |
| 2013年 | 台視                            | 《遇見幸福300天》           | 丁灝詮             |
| 2013年 | 公共電視                        | 《大雄的音樂教室》          | 大雄               |
| 2013年 | 八大                            | 《愛的生存之道》            | 何偉霆             |
| 2014年 | 公共電視                        | 《加油喔！阿文》            | 林勝文             |
| 2015年 | 公共電視                        | 《回家路上》                | 阿民               |
| 2015年 | 公共電視                        | 《出遊》                    | 陳家超             |
| 2015年 | 公共電視                        | 《降生十二星座》            | 酒客               |
| 2015年 | 公共電視                        | 《午休時間》                | 特教老師           |
| 2016年 | 三立台灣台                      | 《紫色大稻埕》              | 蔣渭水             |
| 2016年 | 大愛電視台                      | 《我家的方程式》            | 徐榮源             |
| 2017年 | 民視                            | 《媽媽不見了》              | 周文炳             |
| 2017年 | 公共電視                        | 《銀河戰士特訓班》          | 詹士豪             |
| 2017年 | 華視                            | 《紅塵梵谷》                | 林蒼               |
| 2017年 | 公視                            | 《麻醉風暴2》               | 萬大器             |
| 2018年 | 華視                            | 《紡綞蟲的記憶》            | 黃有岩/黃太乙      |
| 2019年 | 公視                            | 《噬罪者》                  | 王翔               |
| 2019年 | 新傳媒8頻道                     | 《伺機》                    | 建一               |
| 2019年 | 民視                            | 《鏡子森林》                | 阿不拉             |
| 2020年 | 中視、中天                      | 《愛的詐欺犯》              | 毒販               |
| 2020年 | 衛視中文台                      | 《愛的廣義相對論-最後一戰》 | 馬家衛             |
| 2020年 | 衛視中文台                      | 《愛的廣義相對論-迴圈》     | 馬家衛（特別演出） |
| 2020年 | 公共電視、八大綜合台            | 《故事宮寓》                | 蟠龍紋盤           |
| 2021年 | 公視                            | 《天橋上的魔術師》          | 魔術師             |
| 2021年 | HBO、CATCHPLAY+、ViuTV          | 《第三佈局 塵沙惑》         | 楊啟逍             |
| 2021年 | HBO                             | 《誰在你身邊》              | 簡志勝             |
| 2022年 | LiTV 線上影視、MyVideo          | 《姊妹們，上》              | Joseph(施壹謙)     |
| 2022年 | 東森戲劇台、MyVideo             | 《額外旅程》                | 黃瑞               |
| 2023年 | 公視台語台                      | 《殺手老不休》              | 水哥               |
| 2024年 | 華視、公視台語台                | 《勇氣家族》                | 陳振豐(進桑)       |
| 2024年 | 華視、公視台語台                | 《無罪推定》                | 李正碩             |
| 2024年 | 華視、公視台語台                | 《孔雀魚》                  | 張力               |
| 2024年 | 中視主頻、三立都會台            | 《幸福房屋事件簿》          | 陸文揚             |
| 2024年 | Hami Video、MyVideo、friDay影音 | 《妮波自由式》              | MAMA（馬駿榮）     |
| 2025年 | 公視、LINE TV                   | 《零日攻擊》                | 鍾嘉森             |
| 2025年 |                                 | 《師大公園地下社會》        | 山蚋               |
| 2025年 |                                 | 《回憶暫存事務所》          | 陳三郎             |
| 2026年 | 大愛電視台                      | 《他的靈魂與他的書店》      |                    |
| 2026年 | 客家電視台                      | 《都市開基祖》              |                    |

### 電影長片
| 年份   | 劇名                 | 飾演           |
| 2006年 | 《一年之初》         | 航警           |
| 2006年 | 《插天山之歌》       | 陸志鑲         |
| 2006年 | 《泰雅千年》         |                |
| 2010年 | 《眼淚》             | 阿明           |
| 2011年 | 《感官犯罪》         | 江彥德         |
| 2012年 | 《候鳥來的季節》     | 林家雄         |
| 2013年 | 《志氣》             | 郭教練         |
| 2014年 | 《王牌》             | 高秘書         |
| 2015年 | 《台北工廠2-盧卡》   | 偶戲館師傅     |
| 2015年 | 《菜鳥》             | 楊明正 (明哥)  |
| 2015年 | 《百味人生》         | 陳磊           |
| 2015年 | 《愛琳娜》           | 廖俊銘         |
| 2016年 | 《樓下的房客》       | 張國生（老張） |
| 2016年 | 《心靈時鐘》         | 葉藍的老師     |
| 2017年 | 《目擊者》           | 王逸齊（小齊） |
| 2018年 | 《范保德》           | 年輕范保德     |
| 2019年 | 《亡命之途》         | 殺手           |
| 2019年 | 《緝魔》             | 溫子昇         |
| 2021年 | 《美國女孩》         | 梁宗輝         |
| 2023年 | 《車頂上的玄天上帝》 | 日興好友       |
| 2024年 | 《鬼們之蝴蝶大廈》   | 許國輝         |
| 2026年 | 《厄魂》             |                |

### 短篇電影
| 年分   | 劇名                 | 飾演     |
| ------ | -------------------- | -------- |
| 2007年 | 《少年之家》         | 王哥     |
| 2011年 | 《小偷》             | 盧克Luke |
| 2011年 | 《牢》               |          |
| 2011年 | 《墮落邊緣》         |          |
| 2012年 | 《無重力》           | Ben      |
| 2015年 | 《午休時間》         | 陳主任   |
| 2017年 | 《寫真咖啡館》       | 溫小偉   |
| 2017年 | 《伊菲基妮亞之夜》   | 阿傑     |
| 2017年 | 《我有一支槍》       |          |
| 2018年 | 《少年小鬼我在路上》 |          |
| 2018年 | 《𤆬路》             | 高文賢   |
| 2024年 | 《朋友順啦》         | 阿順     |
| 2024年 | 《海浪》             | 拉牙     |

### 音樂錄影帶
| 年份   | 歌手       | 歌曲       | 導演   |
| ------ | ---------- | ---------- | ------ |
| 2011年 | 五月天     | 諾亞方舟   | 孔玟燕 |
| 2012年 | 范瑋琪     | 彈起來     | 鄭有傑 |
| 2015年 | 濁水溪公社 | 南榕的遺言 | 鄭文堂 |
| 2017年 | 羅大佑     | 致觀音山   | 蕭雅全 |
| 2019年 | 先知瑪莉   | 陸橋       | 邱柏昶 |
| 2020年 | 徐若瑄     | 好了啦     | 莊波尼 |
| 2021年 | 馬仕釗     | 你一直在   | 蘇聖   |
| 2023年 | 林逸欣     | 墜         | 邱柏昶 |

### 舞台劇
- 我記得[4]...（台北，我城劇場）
- 恨嫁家族（北京、上海、蘇州、杭州、廣州、武漢、深圳巡迴演出）
- 一官風波（北京、廣州巡迴演出）
- 華麗上班族之生活與生存（台北、中國大陸十三省巡迴演出）
- 包法利夫人（台北、北京演出）
- 旋律在愛情交界處（國家劇院實驗劇場）
- 成人娛樂（台北藝術大學）
- 越來越難集中精神（台北藝術大學）
- 收信快樂（台北藝術大學）
- 京劇三岔口（台灣宜蘭傳藝中心）
- 京劇夜巡（台北藝術大學）
- 京劇三英戰呂布（台北藝術大學）
- 醫療公益把愛傳出去（台北各大醫院）
- 現在進行式（牯嶺街劇場）
- 狂想劇團《逆旅》（國家劇院實驗劇場）
- 你的故事我的夢（台北表演藝術中心、高雄衛武營）

## 獎項紀錄
| 年份   | 頒獎典禮              | 獎項                       | 影片                      | 角色           | 結果 |
| ------ | --------------------- | -------------------------- | ------------------------- | -------------- | ---- |
| 2010年 | 第45屆金鐘獎          | 迷你劇集／電視電影男配角獎 | 大愛劇場－《破浪而出》    | 阿修(林朝清)   | 提名 |
| 2011年 | 第15屆亞洲電視節      | 最佳男配角                 | 大愛劇場－《破浪而出》    | 阿修(林朝清)   | 提名 |
| 2012年 | 第49屆金馬獎          | 最佳男配角                 | 《候鳥來的季節》          | 林家雄         | 提名 |
| 2015年 | 第50屆金鐘獎          | 迷你劇集／電視電影男主角獎 | 公視人生劇展—《回家路上》 | 阿民           | 獲獎 |
| 2015年 | 第50屆金鐘獎          | 迷你劇集／電視電影男主角獎 | 公視人生劇展—《出遊》     | 阿超           | 提名 |
| 2016年 | 第18屆台北電影獎      | 最佳男配角                 | 《菜鳥》                  | 楊明正         | 獲獎 |
| 2017年 | 第54屆金馬獎          | 最佳男主角                 | 《目擊者》                | 王逸齊（小齊） | 提名 |
| 2020年 | 第55屆金鐘獎          | 戲劇節目男主角獎           | 《噬罪者》                | 王翔           | 提名 |
| 2021年 | 第25屆亞洲電視大獎    | 最佳男主角獎               | 《伺機》                  | 建一           | 提名 |
| 2022年 | 第3屆台灣影評人協會獎 | 最佳男演員                 | 《美國女孩》              | 梁宗輝         | 提名 |
| 2022年 | 第24屆台北電影獎      | 最佳男配角                 | 《美國女孩》              | 梁宗輝         | 提名 |
| 2023年 | 第58屆金鐘獎          | 迷你劇集／電視電影男主角獎 | 《額外旅程》              | 黃瑞           | 提名 |
| 2024年 | 2024金片子大賽        | 最佳男演員獎               | 《朋友順啦》              | 阿順           | 獲獎 |

## 外部連結
- 莊凱勛的Facebook專頁
- 莊凱勛的Instagram帳戶
- 莊凱勛在香港影庫上的簡介
- 莊凱勛在台灣電影網上的資料（繁體中文）